# Husbåt

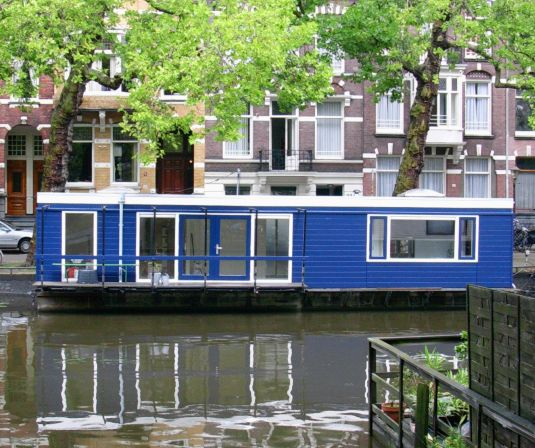
En husbåt i Amsterdam.

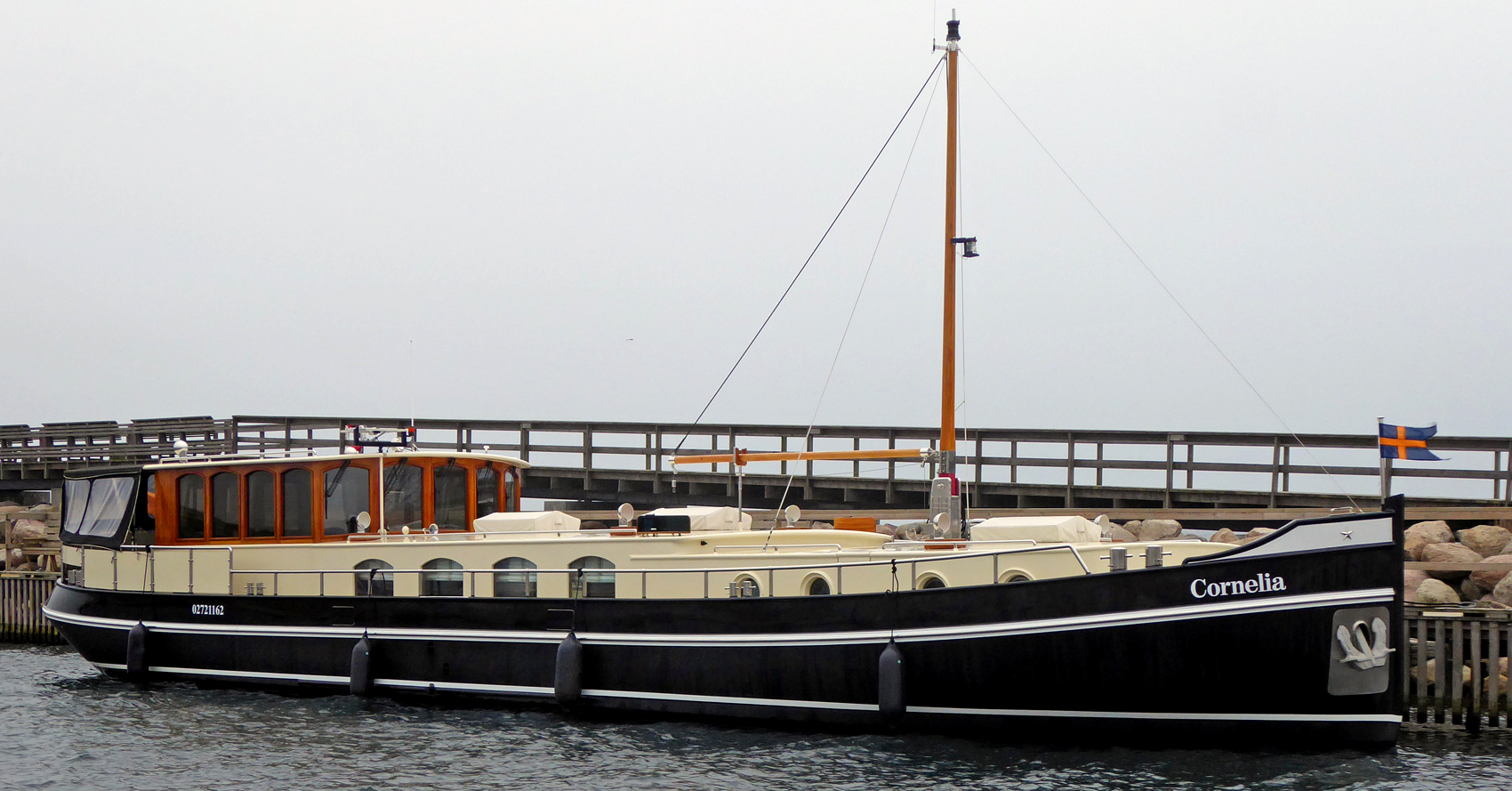
Husbåten Cornelia i Ystads småbåtshamn 10 nov 2018.

En husbåt, är en båt som är byggd eller omgjord för att användas som bostad. Vissa husbåtar är utan motorer eftersom de är förtöjda på en viss plats. Det finns även husbåtar som egentligen är båtar men med mycket god boendestandard, fullt fungerande att bo permanent på, dessa kallas för bobåt.[källa behövs] Till skillnad från bobåtar är husbåtar i regel byggda på pontoner av plast eller betong där framdrift är en sekundär förmåga. 
Husbåtar är vanliga som permanentbostäder i Sydostasien, i andra områden används de mer som ett andra hem eller fritidsbostad. Vissa används inom turismrörelsen.

## Australien
I Australien, speciellt på Murray River och Queenslands soliga kust, finns många motordrivna pontonhusbåtar med två eller fler sovrum. Vissa har flera våningar. En del är privatägda och används som huvudbostad eller fritidsbostad. Många husbåtar används till uthyrning.

## Indien

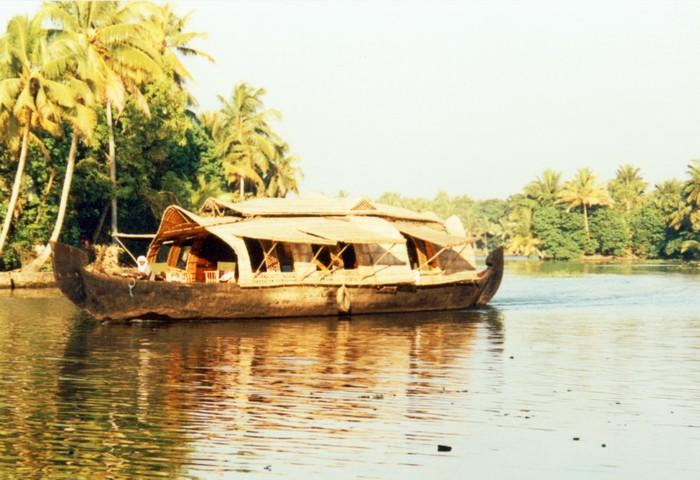
Husbåt i Kerala

I Indien är husbåtar vanliga på Keralas vatten.
Husbåtarna i Kerala är stora långsamtgående exotiska pråmar som används till nöjesresor. De är omgjord kettuvallammer (på malayalam betyder kettu "bunden med rep" och vallam "båt") som tidigare användes för att transportera ris och kryddor från Kuttanad till hamnen i Kochi. Kettuvalamernas popularitet har i och med funktionen som turistattraktioner, många tycker de är idealiska för att utforska Keralas vatten. Båtarna är mellan 18 och 21 meter långa och cirka 5 meter breda i mitten. Skrovet är gjort av träplankor som hålls samman med rep av kokospalmsfibrer. Taket är gjort av bambupålar och palmlöv. Exteriören är målad med cashewolja. 
Husbåtarna i Srinagar är vanligen stationära och förtöjda vid Dalsjön och Nageensjön. En del av husbåtarna där byggdes tidigt under 1900-talet och hyrs fortfarande ut till turister. Båtarna är gjorda av trä och är av olika storlekar, vissa har upp till tre sovrum med vardagsrum och kök. Många turister lockas till Srinagar av charmen av att vara på en husbåt i stället för lyxhotell. De tusentals båtarna är fantasifullt dekorerade och har romantiska eller bisarra namn. Liksom hotell varierar standarden på husbåtarna och har graderats av turismdepartementet. En lyxhusbåt är liksom ett lyxhotell utrustat med fina möbler och mattor och moderna badrum medan den lägsta D-kategorin är spartanskt möblerad.

## Kanada
I Kanada ökar populariteten för husbåtar i British Columbia, Ontario och Québec eftersom det finns en stor mängd passande floder och sjöar för husbåtsägare. Sicamous i British Columbia kallas Houseboat Capital of the World.

## Nederländerna

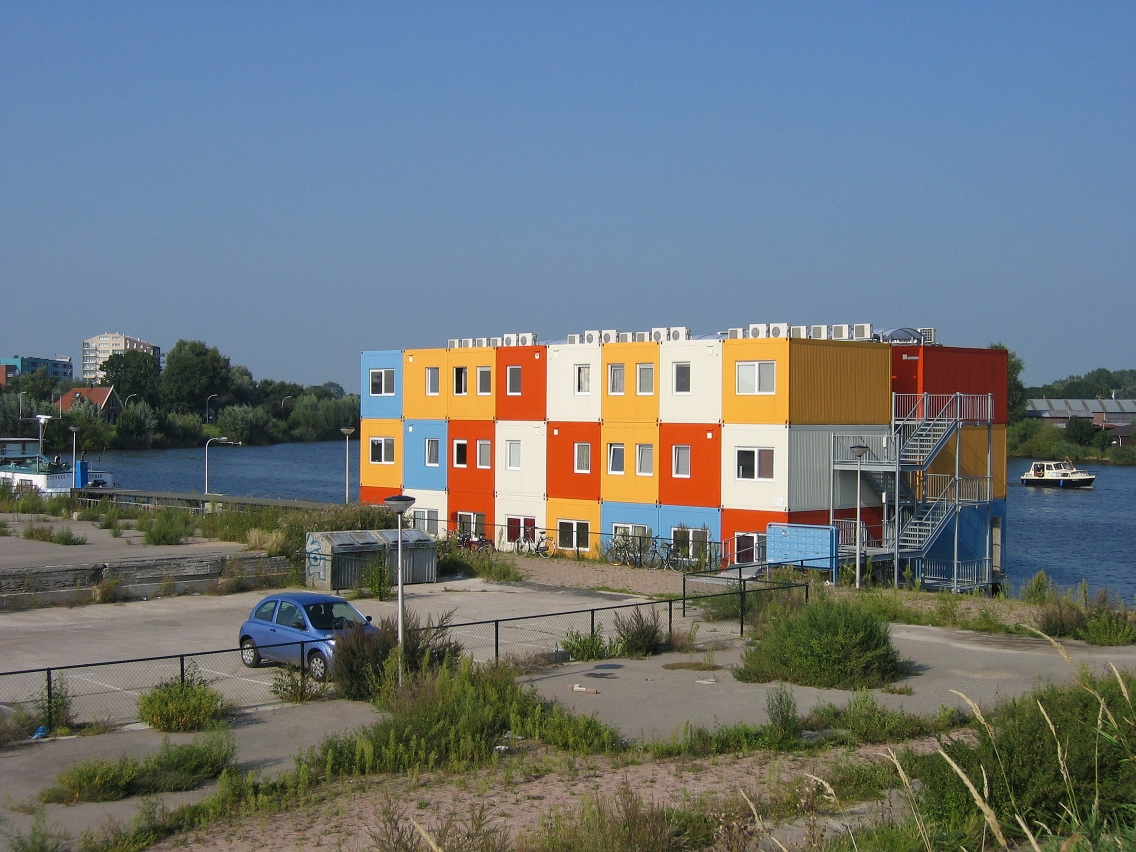
Husbåt för studenter i Zwolle

I Europa finns de finaste och dyraste husbåtarna längs Amsterdams kanaler, som även har husbåtshotell. På grund av bristen av förtöjningsplatser i Amsterdam har priserna stigit och minskat antalet familjer som bor på kanalerna till 2 400.

## Nya Zeeland
I Nya Zeeland håller husbåtslivet på att utvecklas som semesteraktivitet. Hamnen i Whangaroa på Northlands östkust erbjuder husbåtsliv i ett unikt område.

## Storbritannien
Storbritanniens kanalbåtar används som bostäder, men även som mobila uthyrda fritidsbostäder. Kanalbåtarna användes ursprungligen för att transportera råmaterial och bränsle på kanalerna och konstruerades under den industriella revolutionen. Nuförtiden används kanalsystemet mest för rekreation och är annorlunda jämfört med typiska turistorter som ofta ligger i kustområdet eller på landet medan kanalerna ofta passerar genom många historiska före detta industriella stadsområden.
I kustområdena har strandade skrov från gamla båtar och skepp tidigare används som bostäder, till exempel Peggottys husbåt i 1840-talsromanen David Copperfield. De fåtal båtar som finns kvar idag används snarare som inkvartering under helgerna än som bostäder.

## Sverige

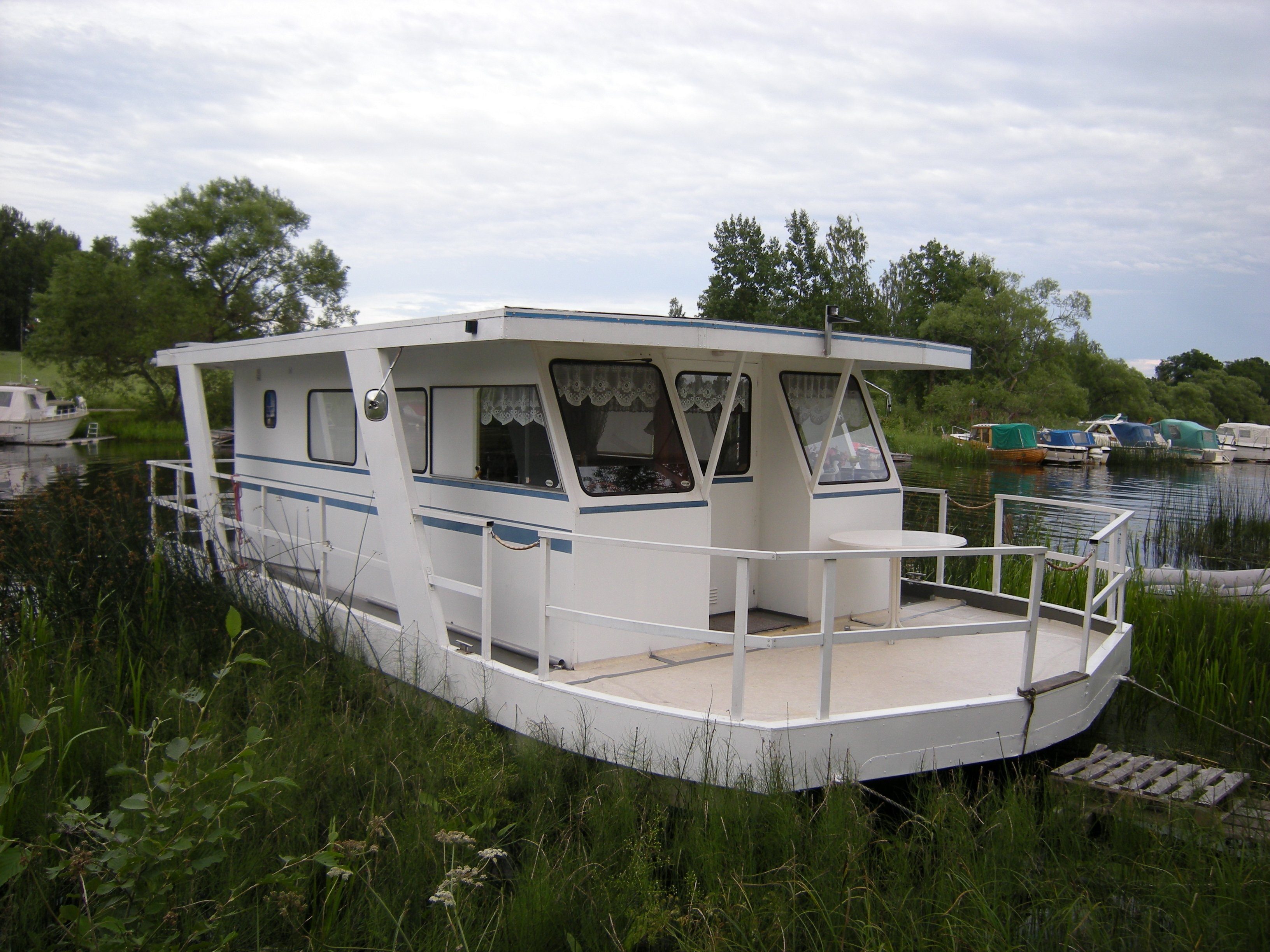
Husbåt på Runn.

I Sverige är husbåtar relativt ovanliga och deras rättsliga status inte helt klar.

## Danmark
Den första för husbåtar godkända hamnbassängen i Köpenhamn var Tømmergraven i Sydhavnen.

## USA
Även i USA ökar populariteten för husbåtar. Lake Cumberland i Kentucky anses vara födelseplatsen för amerikanskt husbåtsliv. Idag finns det motordriva husbåtar med en bostadsyta på över 200 kvadratmeter. I Seattle finns det många husbåtsområden, speciellt i Lake Union och Portage Bay. De första husbåtarna i Seattle kom 1905 och som mest fanns det över 2 000 stycken på 1930-talet. För närvarande finns omkring 500 husbåtar i staden. Det har även blivit populärt att hyra husbåtar. Husbåtar har även använts kommersiellt, i Northern Neck i Virginia hade Chesapeake National Bank en flytande bank som erbjöd service till flodarbetare.